# Discrete ruimte
In de topologie, een deelgebied van de wiskunde, is een discrete ruimte een eenvoudig voorbeeld van een topologische ruimte, en wel een ruimte die alleen uit geïsoleerde punten bestaat. De topologie van een discrete ruimte, de discrete topologie, is de machtsverzameling, dus de verzameling van alle deelverzamelingen. Iedere deelverzameling in de discrete topologie is dus een open verzameling,
Gegeven een verzameling {\displaystyle X}:
- De discrete topologie op {\displaystyle X} wordt gedefinieerd door elke deelverzameling van {\displaystyle X} open te laten zijn. {\displaystyle X} is een discrete topologische ruimte als {\displaystyle X} met een discrete topologie is uitgerust.
- De discrete uniformiteit op {\displaystyle X} wordt gedefinieerd door elke superset van de diagonaal {\displaystyle \{(x,x):x\in X\}} in {\displaystyle X} × {\displaystyle X} een entourage te laten zijn. {\displaystyle X} heet een discreet uniforme ruimte als {\displaystyle X} met een discrete uniformiteit is uitgerust.

Een discrete metrische ruimte is een metrische ruimte die geheel uit geïsoleerde punten bestaat, dus een discrete ruimte is, of anders gezegd, een metrische ruimte waarbij de door de metriek geïnduceerde topologie de discrete topologie is. Dit is dus algemener dan een ruimte met de discrete metriek: de verzameling {\displaystyle \{1,2,3\}} met de gewone metriek is bijvoorbeeld wel een discrete metrische ruimte, maar heeft niet de discrete metriek. 
Van een metrische ruimte {\displaystyle (E,d)} zegt men dat deze uniform discreet is, als er een {\displaystyle r>0} bestaat, zodat voor elke {\displaystyle x,y\in E}, ofwel een {\displaystyle x=y\ } of {\displaystyle \ d(x,y)>r}. De topologie die ten grondslag ligt aan een metrische ruimte kan discreet worden, zonder dat de metriek gelijkmatig discreet is: bijvoorbeeld de gebruikelijke metriek op de verzameling {\displaystyle \{1,1/2,1/4,1/8,\dots \}} van reële getallen.
Een discrete groep is een groep {\displaystyle G}, die met de discrete topologie is uitgerust.